# Hosakere, Channagiri
Hosakere là một làng thuộc tehsil Channagiri, huyện Davanagere, bang Karnataka, Ấn Độ.